# Любомир Фтачник
Любомир Фтачник (нар. 30 жовтня 1957 Братислава) – словацький шахіст i шаховий тренер (Старший тренер ФІДЕ від 2014 року), гросмейстер від 1980 року.

## Шахова кар'єра
Перший міжнародний успіх припадає на перетин 1976 i 1977 років, здобуття у Гронінгені звання чемпіона Європи серед юнаків до 20-ти років. У 1981, 1982, 1983 i 1985 чотири рази ставав чемпіоном Чехословаччини. Досягнув багатьох успіхів на міжнародних турнірах, виграв чи поділив 1-ше місце, зокрема, в таких містах, як: Сьєнфуегос (1980), Дортмунд (1981), Градець-Кралове (1981), Есб'єрг (1982, турнір Кубок Північного моря), Трнава (1983), Альтенштайг (1987), Баден-Баден (1987), Луґано (1988), Сідней (1991), Невшатель (1996), Іскія (1996), Каппель-ла-Гранд (1997), Гамбург (1998), Лос-Анджелес (1999, разом з Ентоні Майлсом, Олександром Бєлявським та Суатом Аталиком), Голд-Кост (2000), Дайцизау (2001, разом з Костянтином Ландою), Евора (2005), а також у Філадельфії (2008, World Open, разом з Євгеном Наєром, Парімар'яном Негі i Олександром Моісеєнком).
У 1980–2010 роках п'ятнадцять разів узяв участь у шахових олімпіадах, зокрема, на першій шахівниці тричі за збірну Чехочловаччини, а також чотири рази – за збірну Словаччини. 1982 року здобув у Люцерні срібну медаль (у командному заліку). П'ять разів брав участь у командному чемпіонаті Європи, здобувши 1980 року золоту медаль в особистому заліку на 4-й шахівниці.
Найвищий рейтинг у кар'єрі мав 1 січня 2001 року, досягнувши 2618 пунктів, посідав тоді 66-те місце в світовій класифікації ФІДЕ, а також 1-ше серед словацьких шахістів).
Від 1987 року постійно співпрацює з фірмою ChessBase, для якої відкоментував а також кілька видань, присвячених теорії дебютів.

## Зміни рейтингу
| На цьому місці має відображатися графік чи діаграма, однак з технічних причин його відображення наразі вимкнено. Будь ласка, не видаляйте код, який викликає це повідомлення. Розробники вже працюють для того, щоби відновити штатне функціонування цього графіка або діаграми. | |
| | На цьому місці має відображатися графік чи діаграма, однак з технічних причин його відображення наразі вимкнено. Будь ласка, не видаляйте код, який викликає це повідомлення. Розробники вже працюють для того, щоби відновити штатне функціонування цього графіка або діаграми. |